# Кимура (лунный кратер)
Кратер Кимура (лат. Kimura) — крупный ударный кратер в южном полушарии обратной стороны Луны. Название присвоено в честь японского астронома Хисаси Кимура (1870—1943) и утверждено Международным астрономическим союзом в 1970 г. 

## Описание кратера
Ближайшими соседями кратера Кимура являются кратер Пристли на западе; кратер Кассегрен на севере-северо-востоке; кратер Планк на востоке; кратер Фехнер на востоке-юго-востоке и кратер Ван Вейк на юге. На востоке от кратера Кимура располагается долина Планка. Селенографические координаты центра кратера 56°49′ ю. ш. 118°23′ в. д. / 56,82° ю. ш. 118,38° в. д., диаметр 27,4 км, глубина 2 км.
Кратер Кимура имеет полигональную форму и практически не подвергся разрушению. Вал с острой четко очерченной кромкой, внутренний склон гладкий, со следами хаотического обрушения. Высота вала над окружающей местностью около 890 м, объем кратера составляет приблизительно 520 км3.  Дно чаши пересеченное, в северо-востока на юго-запад чашу пересекает небольшой изогнутый хребет.

## Сателлитные кратеры
Отсутствуют.

## См.также
- Список кратеров на Луне
- Лунный кратер
- Морфологический каталог кратеров Луны
- Планетная номенклатура
- Селенография
- Минералогия Луны
- Геология Луны
- Поздняя тяжёлая бомбардировка